# Pavetta arenosa
Pavetta arenosa är en måreväxtart som beskrevs av João de Loureiro. Pavetta arenosa ingår i släktet Pavetta och familjen måreväxter. Inga underarter finns listade i Catalogue of Life.